# Supercopa de Eslovenia
La Supercopa de Eslovenia fue un campeonato de fútbol disputado anualmente en Eslovenia a partido único entre el club de fútbol que ha ganado la PrvaLiga eslovena y el club que ha ganado la Copa de Eslovenia. Hasta 2007, el partido se llevó a cabo de forma intermitente. Sin embargo, en el 2015 fue abolida la competición. El partido se celebraba tradicionalmente en la sede de los campeones de la liga de la temporada anterior.

## Campeones
| Año                       | Campeón                                                                                           | Resultado                                                                                         | Finalista                                                                                         | Estadio                                                                                           |
| ------------------------- | ------------------------------------------------------------------------------------------------- | ------------------------------------------------------------------------------------------------- | ------------------------------------------------------------------------------------------------- | ------------------------------------------------------------------------------------------------- |
| 1992                      | No disputado (NK Olimpija Ljubljana1 ganó la liga 1991–92 y el Maribor la copa 1991–92.)          | No disputado (NK Olimpija Ljubljana1 ganó la liga 1991–92 y el Maribor la copa 1991–92.)          | No disputado (NK Olimpija Ljubljana1 ganó la liga 1991–92 y el Maribor la copa 1991–92.)          | No disputado (NK Olimpija Ljubljana1 ganó la liga 1991–92 y el Maribor la copa 1991–92.)          |
| 1993                      | No disputado (NK Olimpija Ljubljana1 hizo doblete.)                                               | No disputado (NK Olimpija Ljubljana1 hizo doblete.)                                               | No disputado (NK Olimpija Ljubljana1 hizo doblete.)                                               | No disputado (NK Olimpija Ljubljana1 hizo doblete.)                                               |
| 1994                      | No disputado (NK Olimpija Ljubljana1 ganó la liga 1993–94 PrvaLiga y el Maribor la copa 1993–94.) | No disputado (NK Olimpija Ljubljana1 ganó la liga 1993–94 PrvaLiga y el Maribor la copa 1993–94.) | No disputado (NK Olimpija Ljubljana1 ganó la liga 1993–94 PrvaLiga y el Maribor la copa 1993–94.) | No disputado (NK Olimpija Ljubljana1 ganó la liga 1993–94 PrvaLiga y el Maribor la copa 1993–94.) |
| 1995 26 de julio de 1995  | NK Olimpija Ljubljana1 Campeón de liga 1994–95                                                    | 2 – 1                                                                                             | Mura1 Campeón de copa 1994–95                                                                     | Estadio Bežigrad, Ljubljana                                                                       |
| 1996 31 de julio de 1996  | Gorica Campeón de liga 1995–96                                                                    | 3 – 1                                                                                             | NK Olimpija Ljubljana1 Campeón de copa 1995–96                                                    | Športni park Nova Gorica, Nova Gorica                                                             |
| 1997                      | No disputado (Maribor hizo doblete.)                                                              | No disputado (Maribor hizo doblete.)                                                              | No disputado (Maribor hizo doblete.)                                                              | No disputado (Maribor hizo doblete.)                                                              |
| 1998                      | No disputado (Maribor ganó la liga 1997–98 y el Rudar Velenje la copa 1997–98.)                   | No disputado (Maribor ganó la liga 1997–98 y el Rudar Velenje la copa 1997–98.)                   | No disputado (Maribor ganó la liga 1997–98 y el Rudar Velenje la copa 1997–98.)                   | No disputado (Maribor ganó la liga 1997–98 y el Rudar Velenje la copa 1997–98.)                   |
| 1999                      | No disputado (Maribor hizo doblete.)                                                              | No disputado (Maribor hizo doblete.)                                                              | No disputado (Maribor hizo doblete.)                                                              | No disputado (Maribor hizo doblete.)                                                              |
| 2000                      | No disputado (Maribor ganó la liga 1999–2000 y el NK Olimpija Ljubljana1 la copa 1999–2000.)      | No disputado (Maribor ganó la liga 1999–2000 y el NK Olimpija Ljubljana1 la copa 1999–2000.)      | No disputado (Maribor ganó la liga 1999–2000 y el NK Olimpija Ljubljana1 la copa 1999–2000.)      | No disputado (Maribor ganó la liga 1999–2000 y el NK Olimpija Ljubljana1 la copa 1999–2000.)      |
| 2001                      | No disputado (Maribor ganó la liga 2000–01 y el Gorica la copa 2000–01.)                          | No disputado (Maribor ganó la liga 2000–01 y el Gorica la copa 2000–01.)                          | No disputado (Maribor ganó la liga 2000–01 y el Gorica la copa 2000–01.)                          | No disputado (Maribor ganó la liga 2000–01 y el Gorica la copa 2000–01.)                          |
| 2002                      | No disputado (Maribor ganó la liga 2001–02 y el Gorica la copa 2001–02.)                          | No disputado (Maribor ganó la liga 2001–02 y el Gorica la copa 2001–02.)                          | No disputado (Maribor ganó la liga 2001–02 y el Gorica la copa 2001–02.)                          | No disputado (Maribor ganó la liga 2001–02 y el Gorica la copa 2001–02.)                          |
| 2003                      | No disputado (Maribor ganó la liga 2002–03 y el NK Olimpija Ljubljana1 la copa 2002–03.)          | No disputado (Maribor ganó la liga 2002–03 y el NK Olimpija Ljubljana1 la copa 2002–03.)          | No disputado (Maribor ganó la liga 2002–03 y el NK Olimpija Ljubljana1 la copa 2002–03.)          | No disputado (Maribor ganó la liga 2002–03 y el NK Olimpija Ljubljana1 la copa 2002–03.)          |
| 2004                      | No disputado (Gorica ganó la liga 2003–04 y el Maribor la copa 2003–04.)                          | No disputado (Gorica ganó la liga 2003–04 y el Maribor la copa 2003–04.)                          | No disputado (Gorica ganó la liga 2003–04 y el Maribor la copa 2003–04.)                          | No disputado (Gorica ganó la liga 2003–04 y el Maribor la copa 2003–04.)                          |
| 2005                      | No disputado (Gorica ganó la liga 2004–05 y el Celje la copa 2004–05.)                            | No disputado (Gorica ganó la liga 2004–05 y el Celje la copa 2004–05.)                            | No disputado (Gorica ganó la liga 2004–05 y el Celje la copa 2004–05.)                            | No disputado (Gorica ganó la liga 2004–05 y el Celje la copa 2004–05.)                            |
| 2006                      | No disputado (Gorica ganó la liga 2005–06 y el Koper la copa 2005–06.)                            | No disputado (Gorica ganó la liga 2005–06 y el Koper la copa 2005–06.)                            | No disputado (Gorica ganó la liga 2005–06 y el Koper la copa 2005–06.)                            | No disputado (Gorica ganó la liga 2005–06 y el Koper la copa 2005–06.)                            |
| 2007 14 de julio de 2007  | Domžale Campeón de liga 2006–07                                                                   | 2 – 1                                                                                             | Koper Campeón de copa 2006–07                                                                     | Domžale Sports Park, Domžale                                                                      |
| 2008 9 de julio de 2008   | Interblock Campeón de liga 2007–08                                                                | 0 – 0 Pr., 7–6 Pen.                                                                               | Domžale Campeón de copa 2007–08                                                                   | Domžale Sports Park, Domžale                                                                      |
| 2009 8 de julio de 2009   | Maribor Campeón de liga 2008–08                                                                   | 3 – 2 Pr.                                                                                         | Interblock Campeón de copa 2008–09                                                                | Ljudski vrt, Maribor                                                                              |
| 2010 9 de julio de 2010   | Koper Campeón de liga 2009–10                                                                     | 0 – 0 Pr., 5–4 Pen.                                                                               | Maribor Campeón de copa 2009–10                                                                   | Ljudski vrt, Maribor                                                                              |
| 2011 8 de julio de 2011   | Domžale Campeón de copa 2010–11                                                                   | 2 – 1                                                                                             | Maribor Campeón de liga 2010–11                                                                   | Ljudski vrt, Maribor                                                                              |
| 2012 8 de julio de 2012   | Maribor Campeón de liga 2011–12                                                                   | 2 – 1                                                                                             | NK Olimpija Ljubljana Subcampeón de liga 2011–12                                                  | Ljudski vrt, Maribor                                                                              |
| 2013 7 de julio de 2013   | Maribor Campeón de liga 2012–13                                                                   | 3 – 0                                                                                             | NK Olimpija Ljubljana Subcampeón de liga 2012–13                                                  | Arena Petrol, Celje                                                                               |
| 2014 13 de agosto de 2014 | Maribor Campeón de liga 2013–14                                                                   | 4 – 1                                                                                             | Gorica Campeón de copa 2013–14                                                                    | Nova Gorica Sports Park, Nova Gorica                                                              |
| 2015 5 de julio de 2015   | Koper Campeón de liga 2009–10                                                                     | 0 – 0 Pr., 3–2 Pen.                                                                               | Maribor Campeón de copa 2009–10                                                                   | Estadio Bonifika, Koper                                                                           |

1Ambos equipos fueron refundados en 2004.

## Títulos por Club
| Club                    | Títulos | Años                   |
| ----------------------- | ------- | ---------------------- |
| NK Maribor              | 4       | 2009, 2012, 2013, 2014 |
| NK Domžale              | 2       | 2007, 2011             |
| FC Koper                | 2       | 2010, 2015             |
| ND Gorica               | 1       | 1996                   |
| Interblock Ljubljana    | 1       | 2008                   |
| NK Olimpija Ljubljana † | 1       | 1995                   |

- † Equipo desaparecido.